# Mike Wappler
Peter Mike Wappler (* 1955), auch bekannt als Milliarden Mike, ist ein mehrmals wegen Vermögensdelikten verurteilter Hochstapler.

## Leben
Wappler wuchs in Lübeck in der sogenannten Zigeunersiedlung auf. Seine Eltern gehörten nach seinen Angaben zur Minderheit der Sinti in Deutschland. Er leidet unter einer Lese- und Schreibschwäche, kann allerdings nach eigenen Angaben Zahlen lesen und auch rechnen. Er besuchte nach eigenen Angaben die Sonderschule und hatte – ebenfalls nach eigenen, nicht belegten Angaben – lediglich ein Jahr Schulausbildung. Er arbeitete nach der Schule bei seinem Vater als Antiquitätenhändler. Im Alter von rund 18 Jahren wurde er Zuhälter in Hamburg. Im Gefängnis absolvierte er eine Lehre als Gebäudereiniger.
2001 gründete er eine Model-Agentur in Hamburg. 2013 erschien seine Biografie Milliarden Mike – ich hab sie alle abgezockt beim DuMont Buchverlag. 2014 wurde er von zwei unbekannten Tätern zu Hause überfallen und angeschossen.
Er ist Vater eines Sohnes.

## Straftaten
Wappler betrog seine Opfer mit Luftgeschäften und verkaufte vor allem Dinge, wie z. B. Immobilien, Schmuck und Antiquitäten, die es entweder nicht gab oder nicht sein Eigentum waren.
Er wurde mehrmals wegen Urkundenfälschung, Betrugs, Hehlerei und Bestechung sowie des Besitzes von Falschgeld und Waffen angeklagt und zu längeren Haftstrafen verurteilt; zuletzt im Dezember 2019 vom Landgericht Hamburg zu einer mehrjährigen Freiheitsstrafe. Insgesamt hat Wappler nahezu 20 Jahre, nach eigenen Angaben 15 Jahre, im Gefängnis verbracht. Während eines Gefängnisaufenthaltes im Jahre 2010 konnte er nach Portugal fliehen, wurde aber aufgegriffen und nach Deutschland ausgeliefert.

## Publikationen
- Mike Wappler, Tim Gutke: Milliarden Mike – Ich hab sie alle abgezockt. DuMont Buchverlag, Köln 2013, ISBN  978-3-8321-6200-9.

## Dokumentationen (Auswahl)
- Heisse Diamanten Spuren. Terra Xpress, Infomagazin, 2014. Youtube-Video
- Überführt: Der Millionenbetrüger Wappler, ZDFinfo Doku, 13. Juli 2016. ZDF Mediathek (Memento vom 17. Januar 2021 im Internet Archive) (dailymotion.com)
- Poschs Criminalz – Gangster packen aus, Episode 2, DMAX, 2018. YouTube-Video
- Milliarden Mike, Dokumentation, 2024, Amazon Prime Video[11]